# Zygmunt Suszczewicz
Zygmunt Suszczewicz (ur. 3 czerwca 1944 w Lubieńcu w rejonie kleckim, zm. 6 lutego 2012 w Olsztynie) – polski polityk, technik rolnik, poseł na Sejm II kadencji.

## Życiorys
Syn Karola i Anny. W 1973 ukończył korespondencyjne technikum rolnicze. Od 1977 prowadził indywidualne gospodarstwo rolne w Dywitach. Pełnił funkcję posła II kadencji wybranego w okręgu olsztyńskim z listy Polskiego Stronnictwa Ludowego. W 1997 został zatrudniony jako kierownik administracyjno-gospodarczy Ośrodka Mieszkalno-Rehabilitacyjnego Polskiego Związku Niewidomych w Olsztynie.
W latach 90. kierował wojewódzkimi strukturami PSL. Bezskutecznie ubiegał się o mandat radnego sejmiku warmińsko-mazurskiego w 2002 z listy PSL i w 2006 z listy lokalnego komitetu (zblokowanego m.in. z PSL).
Został odznaczony m.in. Złotym Krzyżem Zasługi i Krzyżem Kawalerskim Orderu Odrodzenia Polski (1999).
Pochowany na cmentarzu parafialnym w Dywitach.